# Danske landhøns
Danske landhøns er den eneste hønserace som stammer fra Danmark. Racen stammer fra de første høns, der kom til Danmark for over 2.500 år siden i folkevandringstiden. Det er en af de eneste rene landracer i Europa. Det er en livlig race, som kræver meget plads. Den er en god æglægger, æggene er hvide med en vægt på mellem 55-60 g. Racen er modstandsdygtig over for sygdomme og passer sine kyllinger godt. Der findes forskellige farvevarianter og racen findes også i dværgform. Hanen vejer 2 kg og hønen vejer 1,75 kg.